# Leuchtturm Jastarnia
Der Leuchtturm Jastarnia  befindet sich in dem gleichnamigen Badeort Jastarnia (deutsch Heisternest) auf der polnischen Halbinsel Hel zwischen der Zatoka Pucka (deutsch Putziger Wiek) und der Ostsee im Powiat Pucki (Putzig) der polnischen Woiwodschaft Pommern.
Er befindet sich zwischen dem  Leuchtturm Rozewie (Rixhöft) im Westen und dem Leuchtturm Hel (Hela) im Osten.

## Geschichte
An dem westpreußischen Küstenabschnitt zwischen Rixhöft (heute polnisch Rozewie) und der Halbinsel Hel wurden im 19. und 20. Jahrhundert vier bedeutende Leuchttürme erbaut. Der älteste von ihnen war der 1872 errichtete Leuchtturm Heisternest (polnisch Jastarnia-Bór) auf Position 54° 39′ 6,6″ N, 18° 46′ 40,3″ O. Notwendig wurde der Bau des Leuchtturms, weil wegen der hohen Bewaldung der Halbinsel für Schiffe das Feuer von Rixhöft nicht mehr sichtbar war und die Gefahr, in Untiefen zu geraten, sehr hoch war.
Das untere Drittel des Turmes hatte einen viereckigen Grundriss, der obere Teil war achteckig und im Innern führte eine Steintreppe bis in die obere Etage. Aufgesetzt war eine achteckige Laterne mit einem gewölbten Kupferdach. Als Lichtquelle diente eine Rapsöllampe mit zwei konzentrischen Dochten. Neben dem Turm befand sich das Leuchtturmwärter-Gebäude.
Seit 1920 gehörte der Leuchtturm zu Polen und war bis 1936 in Betrieb. Er wurde durch einen modernen Stahlgitterturm auf dem Schwedenberg (polnisch Góra Szwedów), ARLHS POL-043; ex. C2966 bis 1990, ersetzt.
Der erste Leuchtturm war von 1872 bis 1936 in Betrieb. Er wurde während der Kriegshandlungen 1939 zerstört.

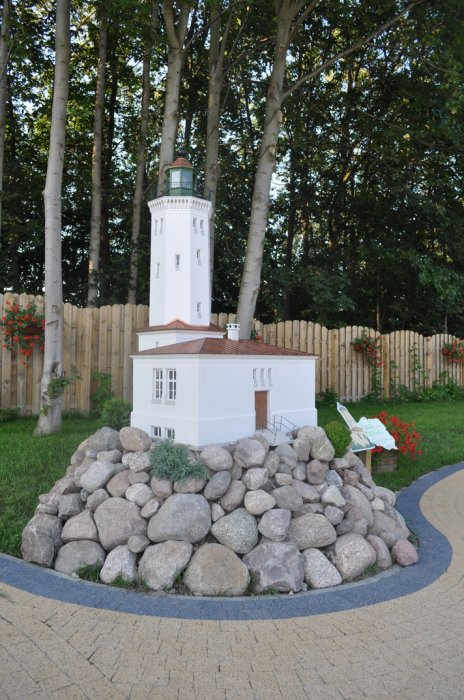
Leuchtturm-Modell in Niechorze, 2013

## Der Leuchtturm
Der erste Leuchtturm in Jastarnia wurde 1938 errichtet und bestand nur ein Jahr bis zum Kriegsbeginn. Es war ein 25 m hoher Stahlgitterturm, auf dessen Spitze sich eine aus Schweden importierte elektrische Lichtquelle befand. Im September 1939 sprengten die Verteidiger von Hel den Turm, um die Peilung für die feindliche deutsche Artillerie zu verhindern.
Der heutige Leuchtturm in Jastarnia wurde 1950 an der Stelle des zu Beginn des Zweiten Weltkriegs zerstörten Leuchtturms errichtet. Unter Verwendung einiger Elemente des alten Stilo-Nebelhorns von 1906 entstand auf einem Betonsockel ein Turm mit einer Gesamthöhe von 13,8 m. Der weiße Leuchtturm ist mit roten Querstreifen versehen, trägt über der Galerie eine zehnseitige Laterne mit einer zylindrischen Linse von 500 mm Durchmesser und einem automatischen Lampenwechsler für 2 × 500 W.
Der kleinste polnische Leuchtturm ist nicht öffentlich zugänglich. Der Turm wird vom Urząd Morski (Seeamt) in Gdynia unterhalten und betrieben.

## Philatelistische Würdigung
Im Jahr 2015 gab die polnische Post den vierten Briefmarkenblock einer neuen Serie mit Leuchttürmen der polnischen Küste heraus. Eine der Briefmarken zeigt den heutigen Leuchtturm Jastarnia, Wert 2,35 zł.